# Silene eugeniae
Silene eugeniae är en nejlikväxtart som beskrevs av Jurij Kleopov.
Silene eugeniae ingår i släktet glimmar och familjen nejlikväxter. Inga underarter finns listade i Catalogue of Life.